# Scambina aliena
Scambina aliena là một loài bướm đêm trong họ Noctuidae.